# 마하차나차이군

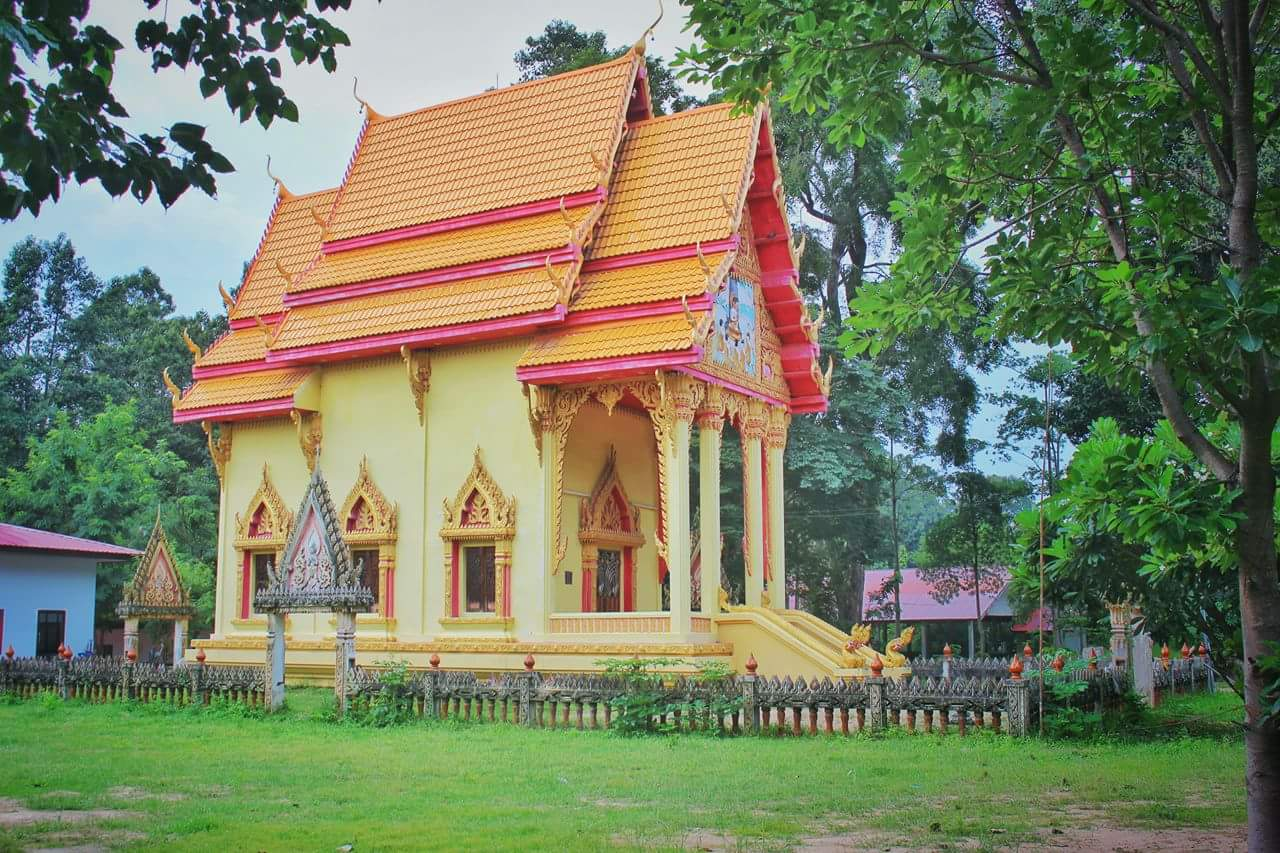

마하차나차이군은 야소톤주의 행정 구역이다. 이 지역의 총 인구 수는 2005년 기준으로 58670명이다. 인구 밀도는 128.9km2이다.

## 행정 구역
| 1. Fa Yat (ฟ้าหยาด) 2. Hua Mueang (หัวเมือง) 3. Khu Mueang (คูเมือง) 4. Phue Hi (ผือฮี) 5. Bak Ruea (บากเรือ) | 1. Muang (ม่วง) 2. Non Sai (โนนทราย) 3. Bueng Kae (บึงแก) 4. Phra Sao (พระเสาร์) 5. Song Yang (สงยาง) |